# Pedicularis chinensis
Pedicularis chinensis är en snyltrotsväxtart som beskrevs av Carl Maximowicz. Pedicularis chinensis ingår i släktet spiror, och familjen snyltrotsväxter. Inga underarter finns listade i Catalogue of Life.